# Sopot Festival 1998
Sopot Festival 1998 – 35. edycja festiwalu muzycznego odbywającego się w sopockiej Operze Leśnej. Festiwal odbył się 21 sierpnia 1998. Konkurs prowadzili Grażyna Torbicka i Marcin Kydryński. Wygrał Alex Baroni z utworem „Male che fa male”.
W latach 1999–2004 część konkursowa festiwalu nie odbywała się.

## Finał (dzień międzynarodowy)
|    | Kraj     | Język           | Wykonawca               | Tytuł               | Miejsce | Punkty |
| -- | -------- | --------------- | ----------------------- | ------------------- | ------- | ------ |
| 01 | Norwegia | język angielski | Rene Andersen           | –                   | 3       | 36     |
| 02 | Irlandia | język angielski | The Corrs               | Dreams              | 5       | 22     |
| 03 | Włochy   | język włoski    | Alex Baroni             | Male che fa male    | 1       | 52     |
| 04 | Holandia | język angielski | Nighthawks at The Diner | –                   | 4       | 24     |
| 05 | Niemcy   | język angielski | Cultured Pearls         | Space Age Honeymoon | 2       | 46     |

## Punktacja finałowa
|            |                                                            | Głosy w finale |        |          |        |    |    |
| PUNKTY     | Norwegia                                                   | Irlandia       | Włochy | Holandia | Niemcy |    |    |
| Uczestnicy | Norwegia                                                   | 36             | 12     | 4        | 8      | 4  | 8  |
| Uczestnicy | Irlandia                                                   | 22             | 4      | 12       | 2      | 2  | 2  |
| Uczestnicy | Włochy                                                     | 52             | 10     | 10       | 12     | 10 | 10 |
| Uczestnicy | Holandia                                                   | 24             | 2      | 2        | 4      | 12 | 4  |
| Uczestnicy | Niemcy                                                     | 46             | 8      | 8        | 10     | 8  | 12 |
| Uczestnicy | Kraje w tabeli są uporządkowane w kolejności występowania. |                |        |          |        |    |    |